# 大士茶亭站
大士茶亭站位于中华人民共和国江苏省南京市建邺区水西门大街与南湖路交叉口地下，是南京地铁7号线的地铁车站，2024年12月28日投入运营。明代此地附近建有观音大士庙，后有人搭凉棚卖茶，称大士茶亭，车站因此得名。

## 车站结构
大士茶亭站为地下三层岛式车站，车站外包总长155.00m，车站宽21.4m，标准段基坑深约22.26m，设置有2个出入口。
站厅内部设置有一艺术墙，主题为“舞动的石头”，以波普艺术的手法表现了雨花石在地质演变中的形成过程，也隐喻了南京地铁穿越层层堆积的复杂地层。

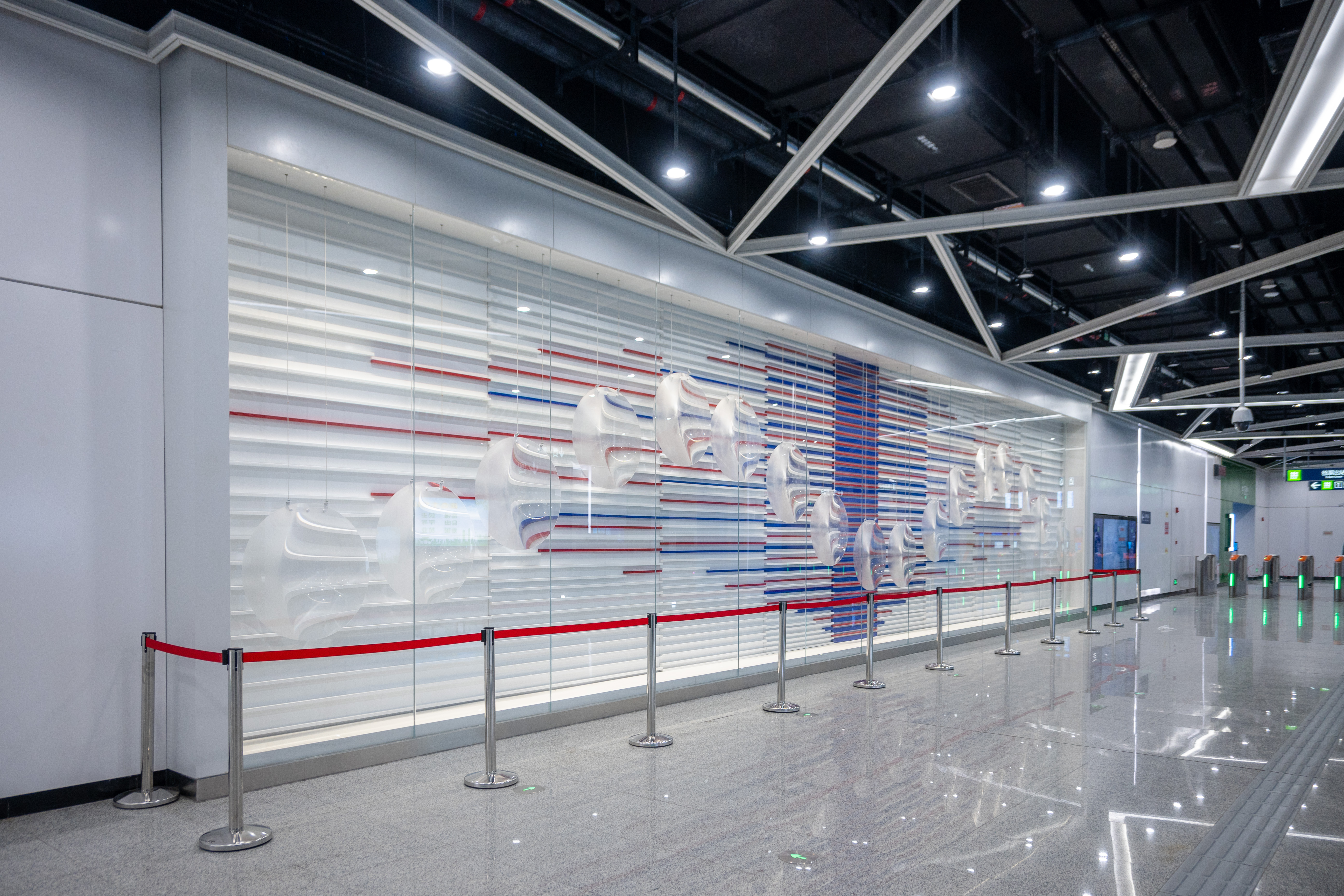
大士茶亭站艺术品“舞动的石头”

### 楼层分布
| 地面 | 地面               | 出入口                           |  |  |
| -1层 |                    | 设备层                           |  |  |
| -2层 | 7号线站厅          | 自动售票机、客服中心、车站控制室 |  |  |
| -3层 |                    | █ 7号线 往仙新路（莫愁湖）       |  |  |
|      | 岛式站台，左侧开门 |                                  |  |  |
|      |                    | █ 7号线 往西善桥（南湖）         |  |  |

## 建设历史
本站工程名南湖路站。7号线规划之初，并无大士茶亭站，而是在现有南湖站与本站之间设置有沿河街站。2016年，在南京市政协会议上有代表提案在汉中门大街、集庆门大街与南湖路交叉口分别设置车站并得到采纳，故沿河街站被取消，往南在集庆门大街南侧与省第二中医院间设南湖站，同时往北增设大士茶亭站。
- 2019年3月23日，大士茶亭站正式围挡施工。[2]
- 2022年4月30日，车站首块底板完成浇筑。
- 2022年9月9日，车站主体结构封顶。[3]
- 2023年11月，车站主体结构和子单位通过验收。

## 出入口
大士茶亭站共设有2个出入口，沿南湖路右侧分布。
| 出口編號  | 出口指示 | 建議前往的目的地 | 照片 |
| --------- | -------- | ---------------- | ---- |
| 出口 · 1L |          |                  |      |
| 出口 · 2L |          |                  |      |
| 註： 設有 |          |                  |      |